# Cristian Ansaldi
Cristian Daniel Ansaldi (Rosario, 1986. szeptember 20. –) argentin válogatott labdarúgó, a Parma játékosa.

## Pályafutása

### Klubcsapatban
Rosarioban született. Profi pályafutását 2005-ben kezdte a Newell’s Old Boys csapatában. 2008 januárjában a Rubin Kazany igazolta le, mellyel 2008-ban és 2009-ben orosz bajnoki címet szerzett.
2013-ban a Zenyithez távozott.
Egy évvel később a 2014–15-ös szezonban kölcsönadták az Atlético Madridnak. Kilenc nappal később egy VfL Wolfsburg elleni felkészülési mérkőzésen összefejelt csapattársával, Mario Suárezzel, aki az ütközést követően elveszítette az eszméletét és hordágyon kellett levinni a pályáról. Tétmérkőzésen először a Real Madrid elleni 2014-es spanyol szuperkupa döntőjében kapott lehetőséget. A mérkőzés 64. percében állt be csereként Guilherme Siqueira helyére.
A 2015–16-os szezonban ismét kölcsönadták, ezúttal a Genoanak. 2016-ban a Zenyit végleg eladta, új csapata az Internazionale lett. Első mérkőzését 2016. szeptember 29-én játszotta az Inter színeiben egy Sparta Praha elleni Európa-liga mérkőzés alkalmával. A 2016–17-es idényben 21-szer lépett pályára az olasz bajnokságban.
2017. augusztus 31-én az Inter is kölcsönadta, így a 2017–18-as idényt a Torinonál töltötte.

### A válogatottban
Az argentin válogatottban 2009. november 14-én mutatkozott be egy Spanyolország elleni barátságos mérkőzésen. Nevezték a 2018-as világbajnokságon részt vevő válogatott 23-as keretébe.

## Sikerei, díjai
Rubin Kazany
- Orosz bajnok (2): 2008, 2009
- Orosz kupa (1): 2011–12
- Orosz szuperkupa (2): 2010, 2012

Atlético Madrid
- Spanyol szuperkupa (1): 2014

Zenyit
- Orosz szuperkupa (1): 2015

## Külső hivatkozások
- Cristian Ansaldi adatlapja a National-Football-Teams.com oldalon (angolul)

- Cristian Ansaldi (angol nyelven). FootballDatabase.eu
- Cristian Ansaldi (angol nyelven). soccerway.com
- Cristian Ansaldi (francia nyelven). soccerway.com. [2018. május 29-i dátummal az eredetiből archiválva]. (Hozzáférés: 2018. május 28.)